# 黄葵叶报春
黄葵叶报春（学名：Primula saturata），为报春花科报春花属下的一个种。

## 扩展阅读
維基物種上的相關：黄葵叶报春